# Erycia aurifrons
Erycia aurifrons är en tvåvingeart som beskrevs av Robineau-desvoidy 1863. Erycia aurifrons ingår i släktet Erycia och familjen parasitflugor.
Artens utbredningsområde är Frankrike. Inga underarter finns listade i Catalogue of Life.